# Pickford’s House Museum

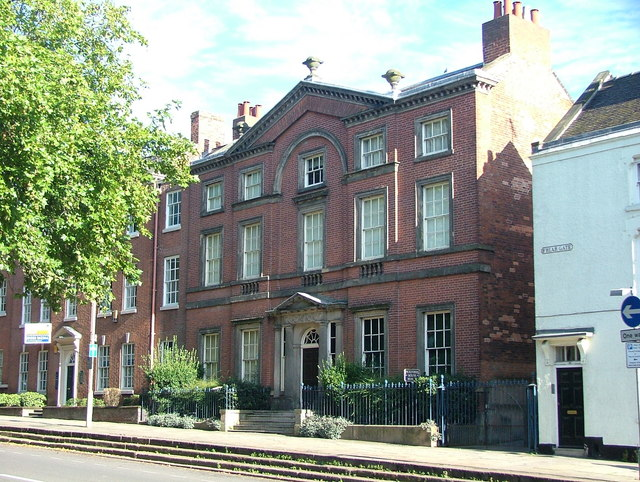
Pickford’s House Museum in Derby, Friar Gate 41

Pickford’s House Museum ist ein denkmalgeschütztes Stadthaus im Stil der georgianischen Architektur in Derby, das im Jahre 1770 der Architekt Joseph Pickford (1734–1782) für sich und seine Familie gebaut hat. Es befindet sich im Besitz der Stadt und wird vom Stadtrat verwaltet.
Das 1988 eröffnete Museum zeigt die historische Einrichtung des Hauses im Laufe der letzten 250 Jahre, zudem gibt es eine Galerie für Wechselausstellungen und eine Sammlung von Papiertheatern aus der Zeit um 1800.